# Cyclone-4M
Cyclone-4M est un  lanceur de moyenne puissance développé par la société ukrainienne Youzhnoïe en coopération avec une coentreprise basée au Canada d'où la fusée sera lancée. Le lanceur dérive du projet de fusée Cyclone-4 en reprenant des composants des fusées Zenit et Antares développés par le même constructeur. Le Cyclone 4M peut placer environ 5 tonnes sur orbite basse. Le premier vol est planifié vers 2023.

## Historique
Après l'échec du projet de lanceur Cyclone-4 en coopération avec le Brésil, le constructeur Youzhnoïe a obtenu en 2016 le feu vert du gouvernement ukrainien pour développer une version modifiée de la fusée en coopération avec le Canada. Trois sociétés américaines ont créé en février 2017 une coentreprise, Maritime Launch Services, basée à Halifax en Nouvelle-Écosse (Canada) pour construire une base de lancement située dans la région.

## Caractéristiques techniques
L'architecture du lanceur reprend certaines caractéristiques du lanceur Cyclone-4 mais en faisant passer le diamètre de 3 mètres hérité des Tsyklon-2 et Tsyklon-3 à 3,9 mètres comme les lanceurs Zenit et Antares. Le lanceur est haut de 39 mètres et a une masse de 275 tonnes au décollage. Il comprend deux étages : le premier étage dérive du deuxième étage de la fusée Zenit. Les quatre moteurs-fusées RD-820 russes qui le propulsent brûlent un mélange d'oxygène et de kérosène. Ces moteurs sont issus du deuxième étage de la fusée Zenit. Les moteurs mis en œuvre seraient une version modifiée pour permettre leur production en Ukraine sans achat de composants russes. Le deuxième étage est identique au troisième étage de la fusée Cyclone 4. Il utilise un moteur-fusée RD-861K unique qui brûle des ergols hypergoliques (UDMH et peroxyde d'azote). La coiffe, également issue du projet Cyclone 4, a un diamètre de 4 mètres pour une hauteur de 9,59 m.